# کاوشگر فضایی

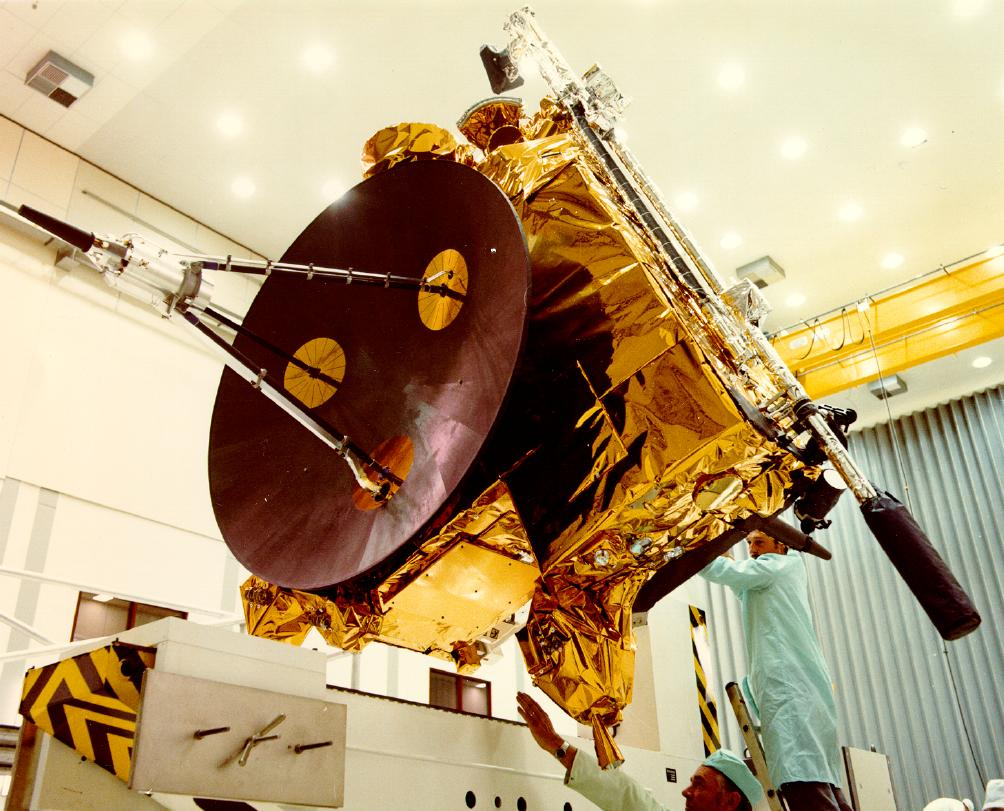
تکنیسین‌ها در حال کار بر روی کاوشگر فضایی اولیس.

کاوِشگر فضایی یا فضاکاو به یک مأموریت فضایی گفته می‌شود که طی آن یک فضاپیمای رباتیک به منظور اکتشاف علمی فضا، از چاه گرانشی زمین گریخته و به فضای نزدیک ماه یا فضاهای میان‌سیاره‌ای و میان‌ستاره‌ای وارد شود.
هم‌اکنون بیش از ۲۰ کاوشگر فضایی در اطراف سیاره‌ها و ماه‌های منظومهٔ خورشیدی و همچنین شماری از سیارک‌ها و دنباله‌دارها در حال گردش و بررسی در حوزهٔ مأموریت فضایی خود هستند. آژانس‌های فضایی ناسا (ایالات متحدهٔ آمریکا)، سازمان فضایی فدرال روسیه (روسیه)، آژانس فضایی اروپا (اتحادیهٔ اروپا)، جاکسا (ژاپن)، سی ان اس آ (چین)، و آی اس آر (هند)، و نیز آژانس فضایی کانادا که هنوز خود آمادگی پرتاب کاوشگرهای خود به فضا را ندارد کاربران و گردانندگان این کاوشگران فضایی‌اند.
مدارگرد (انگلیسی: Orbiter) یک کاوشگر فضایی یا بخشی از آن است که به دور سیاره، قمر یا سیارک می‌گردد.